# Guillermo Cárdenas Dávila
Guillermo Porto Cárdenas Dávila, apodado "Mosca Loca", fue un criminal peruano.
En 1973 fue detenido por fabricar pasta básica de cocaína en la localidad de Tingo María, departamento de Huánuco. Sin embargo, fue liberado casi de inmediato. Ese mismo año, se conoció que Mosca Loca tenía contactos tanto en la alta dirección de la policía e incluso el juez Fernando Romero, quien contraviniendo todas las normas, ordenó su liberación hasta en dos ocasiones. Tiempo después, este funcionario sería separado de su cargo. Se ganó el apodo de Mosca Loca debido a su habilidad de escabullirse de sus perseguidores ya que evitó hasta cinco intentos de detención hasta su captura definitiva el 6 de octubre de 1980.
En los años 80, luego de ser finalmente capturado y mientras purgaba condena en el Penal El Sexto, ofreció al presidente Fernando Belaúnde  en declaraciones dadas a la prensa pagar la deuda externa del Perú si es que lo liberaban de prisión. Su primera condena por tráfico de drogas fue de 5 años de prisión emitida el 5 de enero de 1981 pero fue anulada en instancia superior por falta de pruebas. El proceso en su contra fue reiniciado pero no llegó a culminar debido al fallecimiento de Cárdenas Dávila mientras tenía la calidad de detenido procesado.
El 27 de marzo de 1984 se inició el Motín del penal El Sexto en el que Cárdenas Dávila fue tomado como rehén junto a otros 2 reos y 11 civiles. Durante la noche, a las 9:50 p. m., la Guardia Republicana, tras informar a los amotinados que accedían a entregarles un vehículo, ingresó con personal fuertemente armado y equipado con bombas lacrimógenas. Luego del ingreso, se cortó el fluido eléctrico del penal y se procedió a abrir fuego tanto por parte de los efectivos que habían ingresado en el vehículo como de aquellos que estuvieron apostados todo el día en el muro del penal. La principal tarea del grupo de asalto era individualizar a los rehenes y alejarlos de la zona de enfrentamiento. La operación tuvo un resultado positivo al lograr el progresivo rescate de los rehenes civiles, algunos de los cuales, se encontraban heridos de gravedad. De entre los reos sólo Cárdenas Dávila murió al ser degollado por los amotinados quienes mantenían rencillas con él debido a la posición de poder que tenía dentro de la prisión.